# Chiesa di San Pietro a Iolo
La chiesa di San Pietro si trova a Iolo, frazione sud-occidentale del comune di Prato.

## Storia e descrizione
L'antica pieve di origine medioevale era originariamente intitolata a San Donato, divenne pieve intorno al 1040. Della titolazione attuale a San Pietro si ha notizia circa un secolo dopo, quando l’edificio venne probabilmente ampliata. Altre modifiche furono eseguite nel XIV secolo, con la costruzione di un nuovo coro, e nei restauri complessivi del XVIII e XIX secolo, avviati dopo la scoperta di una serie di affreschi parietali e conclusi nel 1899. Anche nel secondo dopoguerra la pieve fu interessata da alcuni lavori di ristrutturazione dopo i bombardamenti massicci che colpirono la zona (ne testimonia un proiettile lasciato a monito nella parete dietro l'urna di S. Pio Martire), lavori che conferirono l’aspetto attuale del prospetto basilicale, con facciata a capanna.
La parte inferiore della facciata, fino all’altezza del portale centrale, risale al XII secolo ed è costituita da filaretto di alberese e qualche inserto in serpentino verde. Sopra l’archivolto del portale centrale prosegue in altezza una regolare muratura in mattoni rossi, del primo Duecento, con bifora centrale, mentre ai lati vi furono aggiunte nel 1944-45 due murature in pietra bianca alberese, corrispondenti alle navatelle dell’interno. Sulla sinistra della facciata troviamo un tabernacolo a cappella con grande arco, nel quale è dipinto un monocromo Crocifisso con Vergine e San Giovanni, della seconda metà del Quattrocento. 
Sul lato destro della facciata della chiesa è presente la canonica, progettata dal noto architetto pratese Giuseppe Valentini, stesso autore del campanile. 
All’interno la pieve mostra un impianto basilicale a tre navate, scandite da pilastri quadrangolari; in origine erano presenti tre absidi nel presbiterio, poi abbattute per costruirvi un coro. Nel 1944 circa vennero aggiunte anche le due cappelle laterali. Le pareti intonacate delle navate sono intervallate da affreschi del Tre-Quattrocento, che ripercorrono l’intero perimetro dell’edificio. Sulla parete della navata sinistra troviamo pitture attribuite al fiorentino Pietro d’Antonio del tardo Quattrocento. Sono riconoscibili, nonostante le vaste lacune pittoriche, una Sant’Anna con la Vergine, Santa Lucia, San Francesco, Raffaele e Tobiolo, e un'Annunciazione. Sopra una nicchia vi sono invece affreschi del tardo XIV secolo - inizio XV: San Sebastiano, Adorazione dei pastori,un tondo con Dio Padre. Tali affreschi sono stati restaurati nel 2014 da un imprenditore tessile del paese ad opera dello Studio Daniele Piacenti e si dice che Leonardo da Vinci frequentasse messa quando veniva a Iolo a trovare la nonna materna. Questo almeno è quanto attesterebbe la documentazione storica, come ricorda Isabella Tasselli nel suo libro sulla pieve di San Pietro a Iolo. La credenza popolare poi attribuisce al piccolo Leonardo una scenetta tratteggiata sulla parete sinistra della chiesa per chi entra, l'episodio biblico di Tobiolo accompagnato dall'arcangelo, un'immagine frequente nella pittura del Quattrocento. 
Sulla destra è presente un’altra cappellina, forse l’antica sacrestia, il cui ingresso è sormontato da una tavola del 1601 con la Circoncisione e Santa Caterina d’Alessandria del pittore pratese Leonardo Mascagni.
Il coro trecentesco ha volte a crociera e un altare centrale. Le pareti sono decorate con affreschi del tardo Trecento raffiguranti Storie di San Pietro (da sinistra: Miracolo, Consegna della verga, Tributo; in alto Crocifissione di San Pietro, in basso Carcere), opera della bottega di Agnolo Gaddi.
Nella cappella presbiteriale destra è invece presente una tela di Matteo Rosselli con San Giuseppe e il Bambino (1615-20) e un Crocifisso ligneo artigianale della fine del Settecento. Sull’altare si trova un’urna dove sono riposte le reliquie di San Pio dal 1810, provenienti dalle catacombe di Roma. Sulla parete sinistra troviamo inoltre una tavola cinquecentesca con l'Assunta e i Santi Jacopo e Andrea di Michele delle Colombe (1580 circa). 

### Oratorio della Compagnia di Santa Maria Assunta
Al suo esterno vi è sulla piazza della Pieve l'Oratorio della Compagnia di Santa Maria Assunta, che, distrutto dai bombardamenti del 1944, fu ricostruito nel 1950 su progetto di Giovanni Michelucci; esso è posto di fronte alla pieve di San Pietro a Iolo.

### Il campanile
Il campanile è ottocentesco, costruito su progetto dell'architetto pratese Giuseppe Valentini; tale costruzione è dovuta alla caduta di un fulmine e del successivo crollo che lo distrusse abbondantemente nei primi del 1800. Tale progetto fu commissionato dal priore Giuseppe Pagni fiorentino e una lapide marmorea nella navata sinistra della pieve è posta a memoria. Al suo interno alloggiano quattro campane intonate in Fa3 maggiore, le quali furono inizialmente fuse dai fonditori pistoiesi Giovan Battista Cari e Terzo Rafanelli nel 1826. Requisite durante la 2ª Guerra Mondiale, alcune di esse vennero rifuse nel 1962 dal lucchese Lorenzo Lera.

## Altre immagini

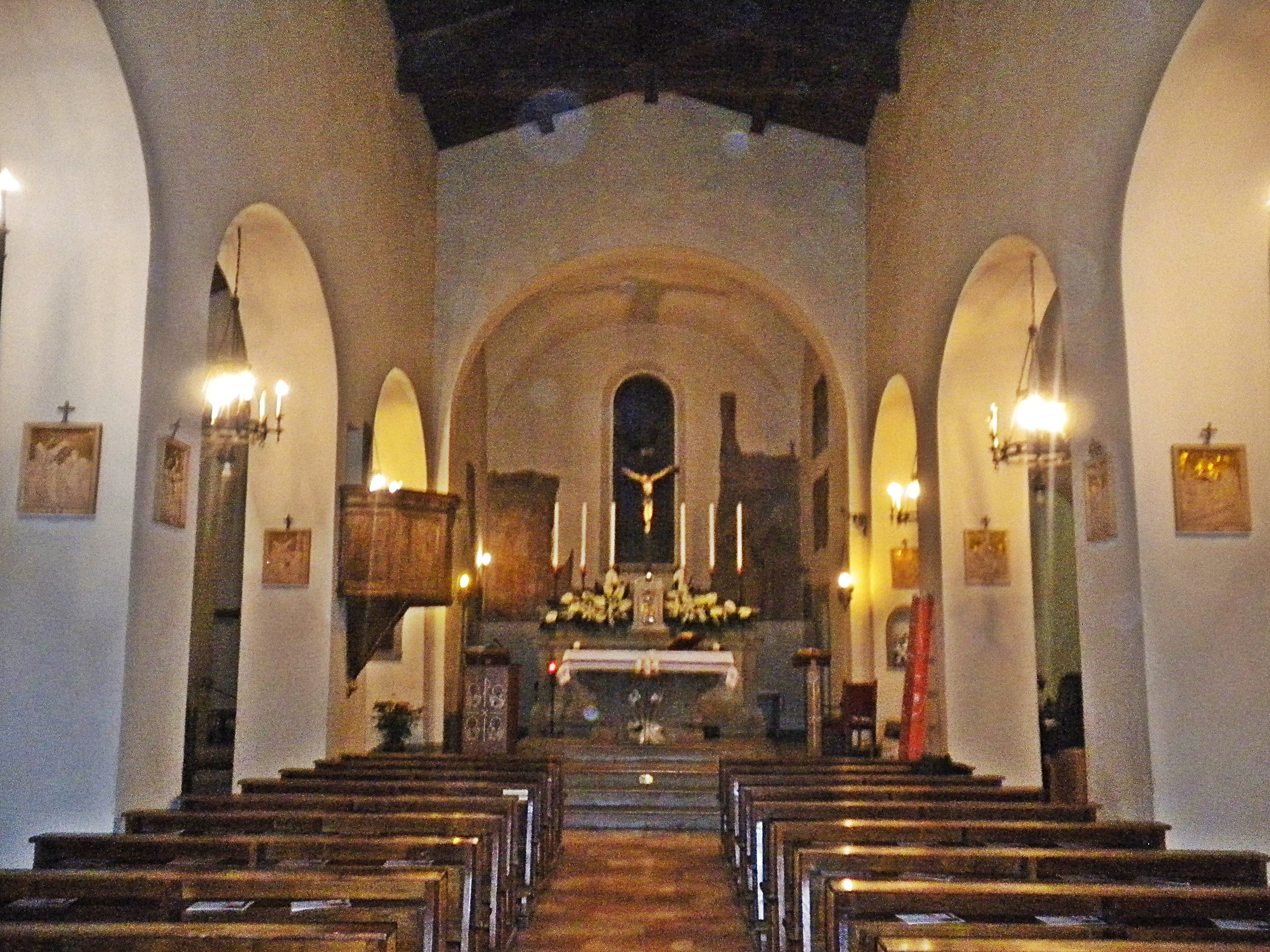
Interno
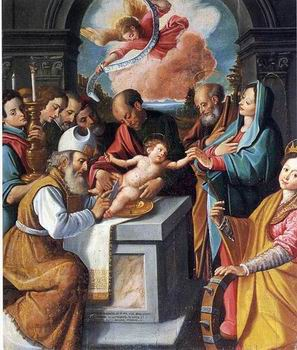
Circoncisione
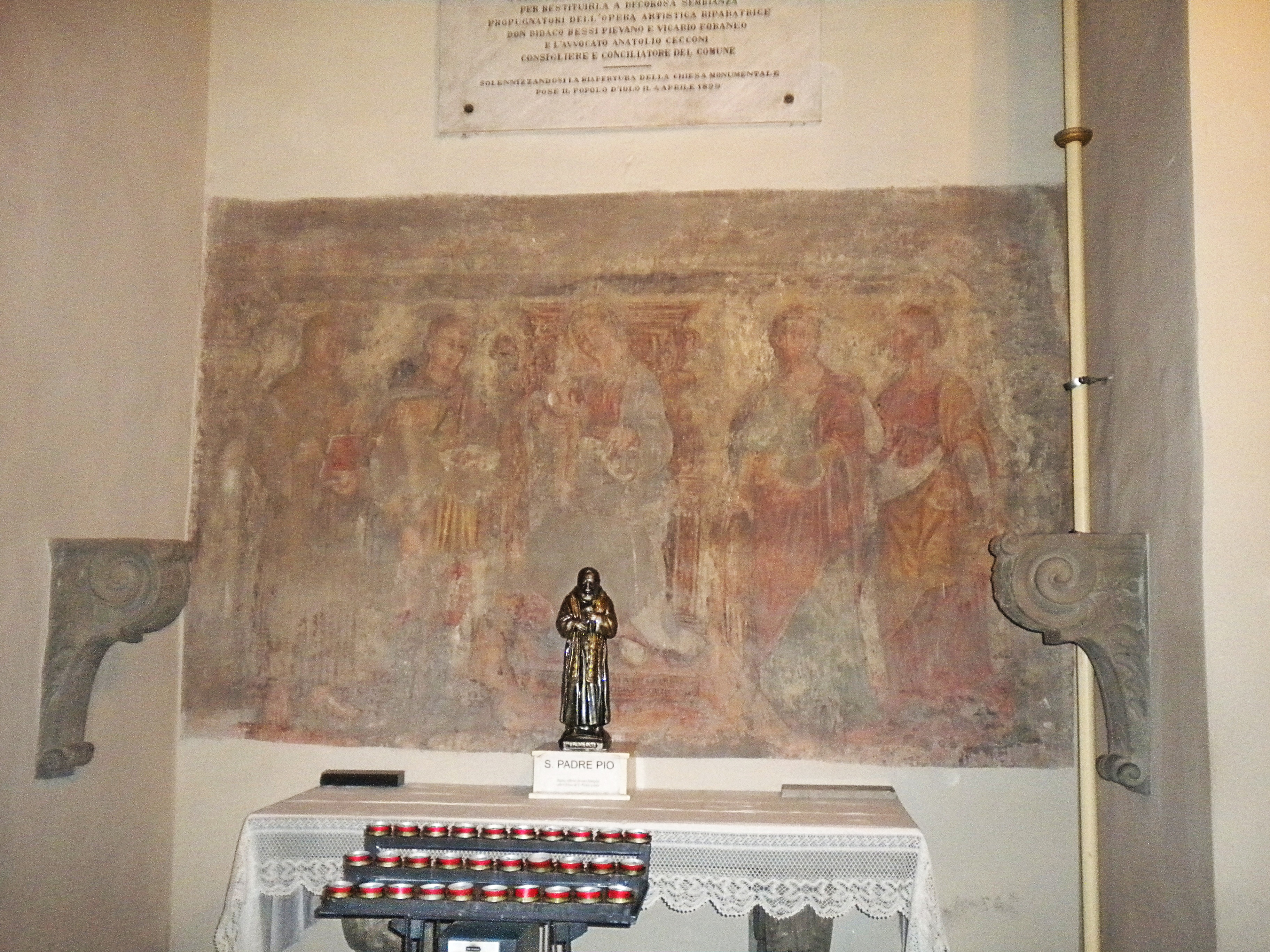
Affreschi